# Gisela Splett

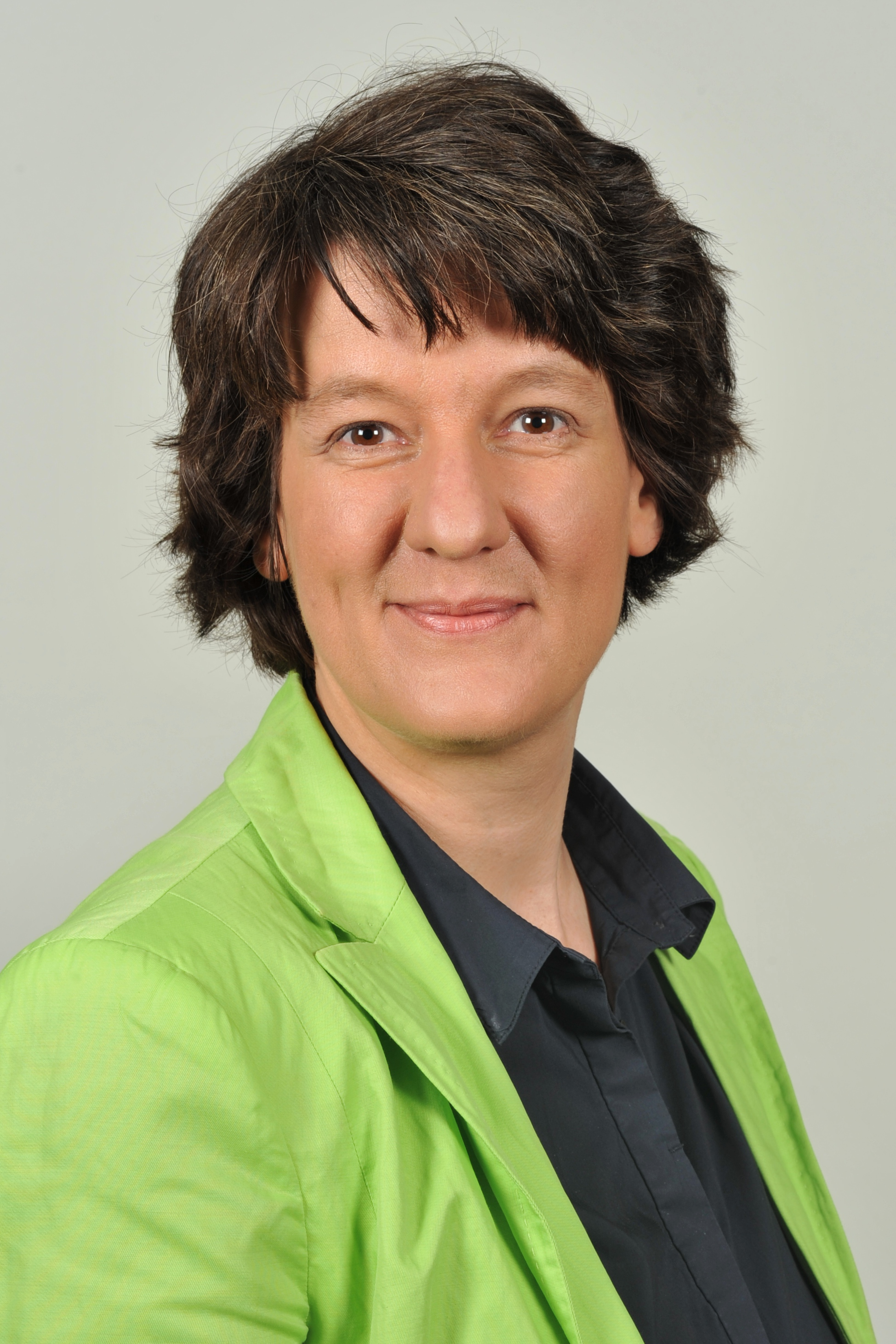
Gisela Splett, 2013

Gisela Splett (* 20. Januar 1967 in Sindelfingen) ist eine deutsche Politikerin (Bündnis 90/Die Grünen). Sie war von 2006 bis 2016 Abgeordnete im Landtag von Baden-Württemberg. Von 2011 bis 2016 war sie Staatssekretärin im Ministerium für Verkehr und Infrastruktur, seit Mai 2016 ist sie Staatssekretärin im Ministerium für Finanzen des Landes Baden-Württemberg.

## Leben
Splett studierte von 1986 bis 1991 Geoökologie an der Universität Bayreuth und arbeitete anschließend für das Norwegische Waldforschungsinstitut. Seit 1992 wohnt Gisela Splett in Karlsruhe. Dort war sie bei der Landesanstalt für Umweltschutz und im Regierungspräsidium Karlsruhe als Wissenschaftliche Angestellte tätig. Sie promovierte an der Universität Karlsruhe.
Gisela Splett ist verheiratet und hat zwei Kinder.

## Politische Laufbahn
Gisela Splett trat 1997 in die Partei Bündnis 90/Die Grünen ein. 1999 war sie Mitglied des Kreisvorstandes Karlsruhe. Im selben Jahr wurde sie in den Karlsruher Gemeinderat gewählt. Ab 2000 fungierte sie dort als stellvertretende Vorsitzende ihrer Fraktion, von 2003 bis Frühjahr 2006 als Fraktionsvorsitzende. Sie war außerdem Fachsprecherin für Stadtentwicklung, Verwaltung/Finanzen und Naturschutz.
Splett war Ersatzkandidatin bei der Landtagswahl 2001 im Landtagswahlkreis Karlsruhe II und kandidierte bei der Bundestagswahl 2002 erfolglos im Wahlkreis Karlsruhe-Stadt. Von 2003 bis 2006 war sie Vorstandsmitglied der GAR (Grüne und Alternative in den Räten von Baden-Württemberg).
Bei den Landtagswahlen 2006 und 2011 wurde sie für Bündnis 90/Die Grünen jeweils über ein Zweitmandat im Wahlkreis Karlsruhe I in den Landtag von Baden-Württemberg gewählt und gehörte dem Landesparlament vom 1. Juni 2006 bis zum 30. April 2016 an. Von 2006 bis 2011 war sie umwelt- und entwicklungspolitische Sprecherin ihrer Fraktion, stellvertretende Vorsitzende des Umweltausschusses und Mitglied im Oberrheinrat. Im Bereich Entwicklungspolitik setzte sie sich insbesondere für eine Wiederbelebung der Partnerschaft zwischen Baden-Württemberg und dem ostafrikanischen Burundi ein.
Im Wahlkampf 2011 gehörte Splett dem Team um den grünen Spitzenkandidaten Winfried Kretschmann an. Beim Amtsantritt der grün-roten Landesregierung am 12. Mai 2011 wurde sie zur Staatssekretärin im Ministerium für Verkehr und Infrastruktur mit Stimmrecht in der Landesregierung ernannt. In dieser Funktion war sie auch die Lärmschutzbeauftragte der Landesregierung und im Ministerium thematisch zuständig für die Bereiche Lärm- und Immissionsschutz sowie umweltbezogene Auswirkungen des Verkehrs. Bei der Landtagswahl 2016 kandidierte sie nicht erneut, übernahm am 12. Mai 2016 aber das Amt einer politischen Staatssekretärin im Ministerium für Finanzen im Kabinett Kretschmann II. Dieses Amt hat sie seit Mai 2021 auch im Kabinett Kretschmann III inne.